# FV Андромеды
FV Андромеды (лат. FV Andromedae) — одиночная переменная звезда в созвездии Андромеды на расстоянии (вычисленном из значения параллакса) приблизительно 35607 световых лет (около 10917 парсеков) от Солнца. Видимая звёздная величина звезды — от +17,2m до +16,3m.

## Характеристики
FV Андромеды — жёлтая пульсирующая переменная звезда типа RR Лиры (RRAB) спектрального класса G. Эффективная температура — около 5340 K.